# Утаркуль
Утарку́ль (рос. Утаркуль, башк. Утаркүл) — присілок у складі Аургазинського району Башкортостану, Росія. Входить до складу Кебячевської сільської ради.
Населення — 68 осіб (2010; 68 в 2002).
Національний склад:
- чуваші — 81%